# دزموند مایلز
ِدزمِند مایلز یا دِزموند مایلز (به انگلیسی: Desmond Miles) (تولد ۱۹۸۷ - مرگ ۲۰۱۲ میلادی) یک شخصیت خیالی در مجموعه بازی‌های اساسینز کرید است. دِزمِند برای نخستین بار، به عنوان شخصیت محوری بخش اصلی در بازی اساسینز کرید ظاهر شد. مایلز در ادامهٔ این بازی در اساسینز کرید ۲، اساسینز کرید: برادری، اساسینز کرید: افشاگری‌ها و اساسینز کرید ۳ نیز شخصیت محوری و روایتگر داستان اصلی این سری بود. کار صداگذاری این شخصیت را در تمامی عنوان‌های عرضه شده، نولان نورث برعهده داشت. چهره دِزمِند، از روی یک مدل فرانسوی-کانادایی به نام فرانسیسکو رندز طراحی شده‌است.
الطائر (در دوران جنگ‌های صلیبی)، اتزیو (در دوران رنسانس) و کانر (در دوران جنگ انقلاب آمریکا) سه شخصیت اصلی بخش تاریخی بازی‌های مجموعه کیش یک آدم‌کش، اجداد دِزمِند مایلز بودند که وی با کمک دستگاه آنیموس، از طریق حافظه ژنتیک به مشاهدهٔ سرگذشت هریک از آن‌ها پرداخت.
در این سری، دِزمِند مایلز در سال ۱۹۸۷ میلادی در داکوتای جنوبی واقع در ایالات متحده و در یک خانواده اساسین زاده شد. او دوران کودکی، نوجوانی و جوانی را بدون واقف بودن به ماهیت اساسین خانوده خود سپری کرد و در یک «بار» مشغول به کار شد. در ادامه شرکت آبسترگو، او را به عنوان یکی از نمونه‌های مورد آزمایش در پروژهٔ اَنیمِس ربود. دِزمِند در جریان مشاهدهٔ سرگذشت جد خود در دوران جنگ‌های صلیبی، به ماهیت اساسین خود پی برد. او در ادامه با کمک دیگر اساسین‌ها موفق به فرار از شرکت اَبسترگو شد و این بار در قالب گروه اساسین‌ها به مشاهده سرگذشت دیگر اجداد خود پرداخت. او با دنبال کردن «خط خون» اجداد خود، برخی از توانایی‌های آن‌ها، از جمله دید عقابی را فرا می‌گرفت و به یک اساسین ویژه تبدیل شد. او در جریان رخدادهای انتهایی اساسینز کرید ۳ جان خود را از دست داد.